# Pokrowka (rejon sumski)
Pokrowka (ukr. Покровка) – wieś na Ukrainie, w obwodzie sumskim, w rejonie sumskim, w hromadzie Krasnopilla. W 2001 liczyła 771 mieszkańców.